# Castle Rushen

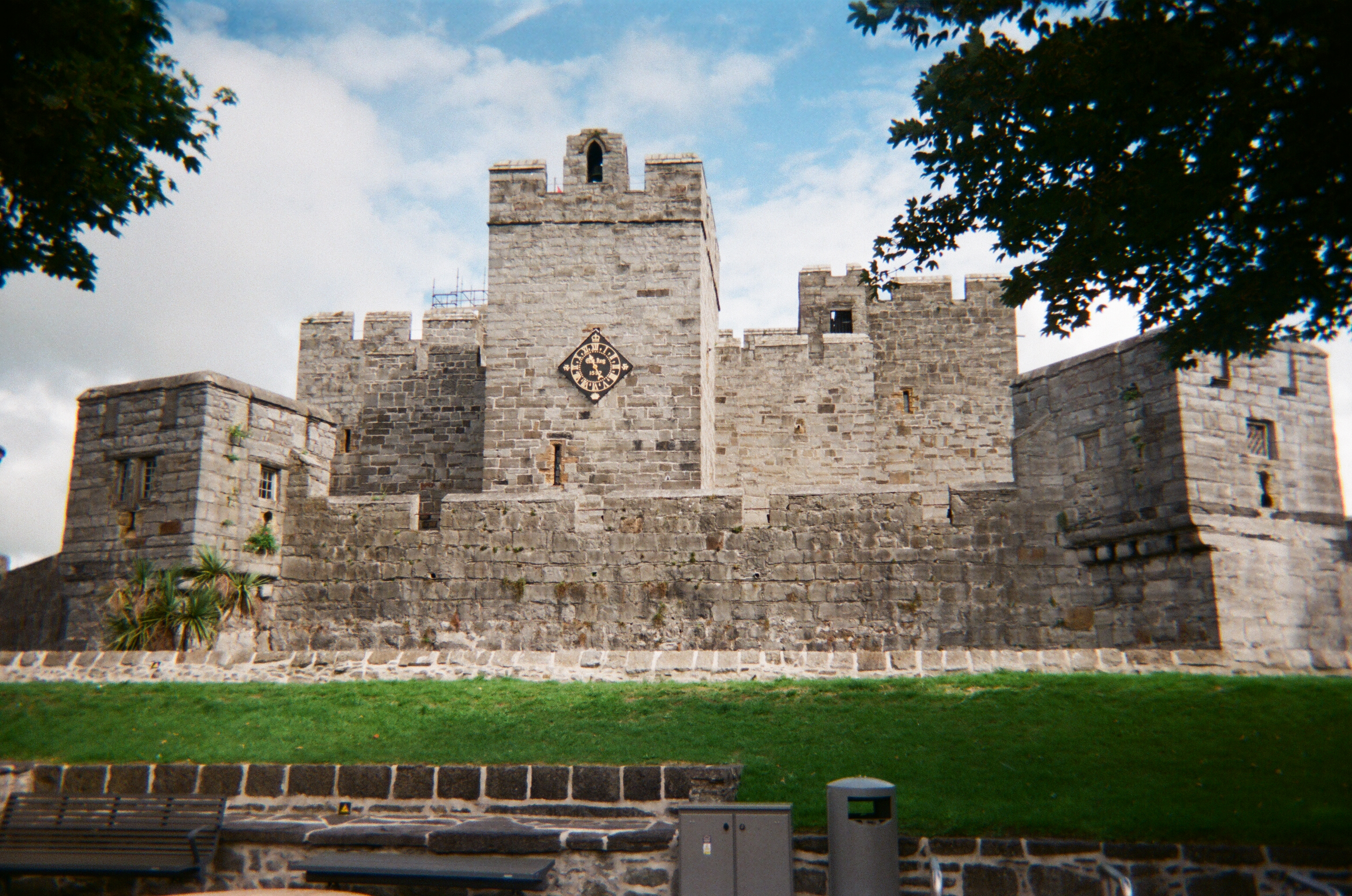
Castle Rushen aan het dorpsplein van Castletown

Castle Rushen, bijwijlen ook Rushen Castle genoemd, is een laat-middeleeuws kasteel in het stadje Castletown aan de zuidkust van het eiland Man, dat tot 1869 de hoofdstad van Man was. De precieze aanvangsperiode van de bouw is onbekend; koning Magnus III van Man overleed echter in 1265 in het kasteel, op grond waarvan aangenomen wordt dat de eerste bouwfasen in de twaalfde eeuw lagen, ten tijde van de Noors-Gaelische dynastie die over het Koninkrijk Man heerste. Tijdens renovatiewerkzaamheden werd een eiken balk met het jaar 947 aangetroffen, maar het is onwaarschijnlijk dat dit op het stichtingsjaar van het kasteel duidt. Castle Rushen werd in 1313 ten dele verwoest door Robert the Bruce. Er werd verder aan gebouwd tot in de Tudor-periode. Elizabeth I van Engeland schonk in 1597 de klok in de wand van de zuidelijke toren. Als residentie van de gouverneurs van Man diende het kasteel tijdens de Engelse Burgeroorlog kortstondig als royalistisch bolwerk onder gravin Charlotte de La Trémouille. Toen de Manxe regeringszetel van Castletown naar Douglas verhuisde, werd Castle Rushen een gevangenis. Het kasteel wordt beheerd door Manx National Heritage.

## Beschrijving

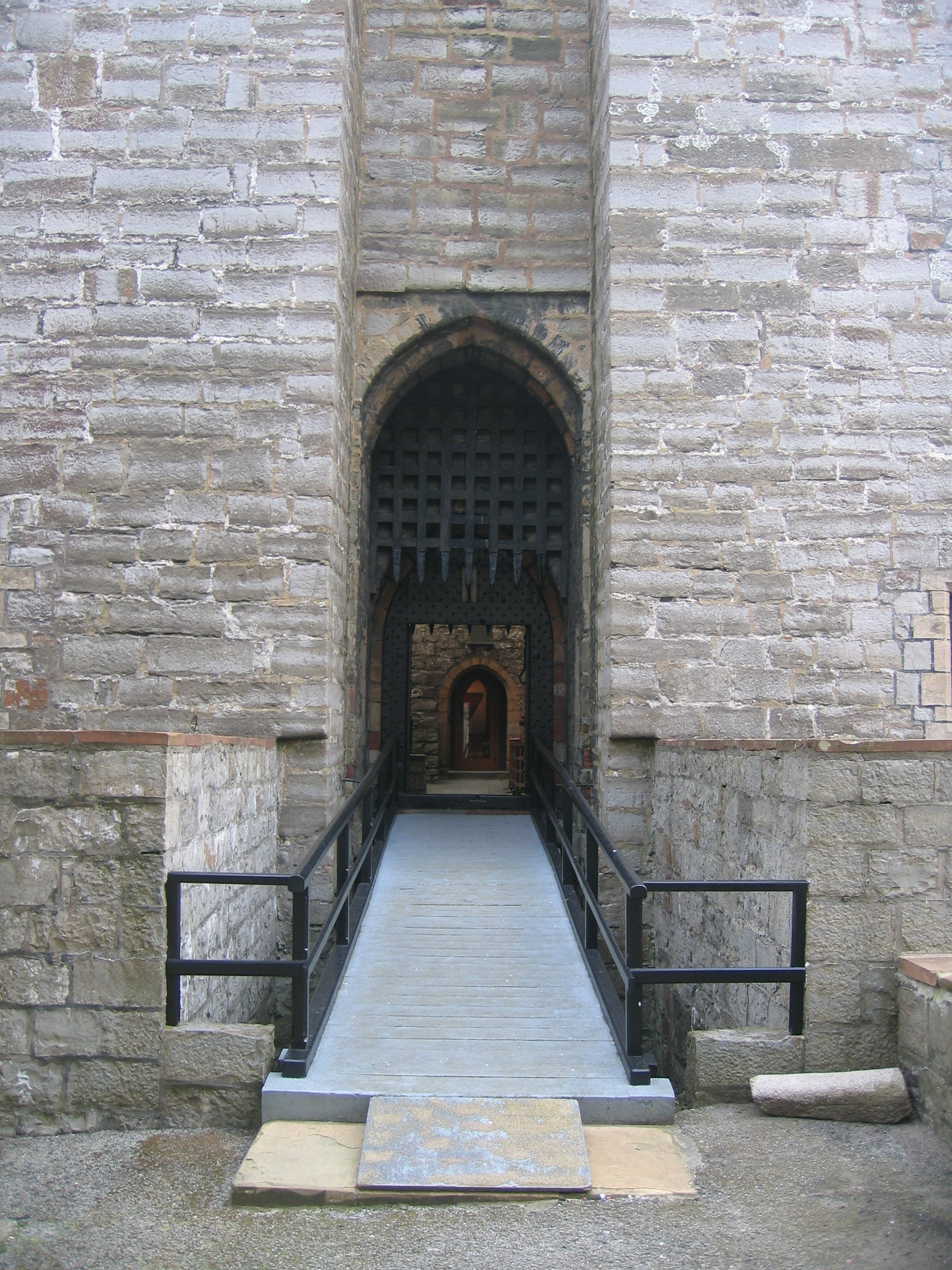
Loopbrug met de twee valhekken

Het kasteel ligt aan een pleintje in het centrum van Castletown. Naast Castle Rushen bevindt zich het vroegere parlementsgebouw van Man, het Old House of Keys. Door de ingang, over een brug en onder het dubbele valhek door, komt men op de binnenplaats; links hiervan bevindt zich de vermoedelijke cel van bisschop Thomas Wilson, die hier in de zeventiende eeuw de Bijbel naar het Manx-Gaelisch vertaalde. De centrale, 24 meter hoge donjon heeft muren tussen zeven en twaalf voet dik (dit is ongeveer 2 tot 3,5 meter). Over de begaanbare gordingen kan men om de binnenplaats heen lopen. Hier staan kanonnen opgesteld die uit de tijd van de Engelse Burgeroorlog dateren. De kelder van het kasteel bevindt zich onder een deel van het poortgebouw.
Uit de middeleeuwse periode dateert onder andere het moordgat boven het valhek: dit is een kamer van waaruit indringers via gaten in de vloer bekogeld en teruggedrongen konden worden. De kamer van de kasteelwacht heeft een latrine. De noordelijke toren boven de ingang is 22,5 meter hoog, de zuidelijke toren met het Elizabethaanse uurwerk 21 meter. De klok heeft slechts één wijzer. Het inwendige mechanisme functioneert met gewichten en is ondergebracht in wat ooit een kapel was. Het poortgebouw aan de noordelijke zijde, ook Burn House genoemd, dateert uit de eerste helft van de veertiende eeuw. Het noordoostelijke gedeelte van de binnenplaats werd open gelaten. Circa 1400 werd de gording van ongeveer twee meter dik met een eigen poortgebouw geconstrueerd, hetgeen een negenhoekige binnenplaats opleverde van 49 bij 54 meter.
In de jaren veertig van de zestiende eeuw bouwde de earl van Derby, heer van Mann, een glacis om het kasteel met drie torens die kanonnen konden dragen; hiervan blijft er nog een over, die later als duiventil dienstdeed. Een barbacane en een residentieel woonblok met twee verdiepingen werd in de jaren tachtig opgetrokken, waaraan in 1644 een derde verdieping werd toegevoegd. Dit woonblok stond bekend als Derby House. Het omvatte slaapkamers voor de earl en gravin, kleedkamers en opbergruimten. In de zuidwestelijke hoek van Derby House zijn restanten van een keuken aangetroffen. Het westelijke poortgebouw telt zes verdiepingen; een wenteltrap biedt toegang tot vier ervan, die allemaal uit kleine kamertjes bestaan, behalve de vierde etage, die één grote kamer met negen ramen bevat. Eén kamer, vermoedelijk de schatkamer, is uitsluitend bereikbaar vanuit het vertrek van de kasteelheer.
In de donjon bestaan de onderste kamers uit gewelfde opslagruimten, de bovenste verdieping uit één grote hal. De tussenliggende verdiepingen zijn in kleinere kamers onderverdeeld. Centraal op de binnenplaats van de donjon bevindt zich een waterput. Een andere, kleinere waterput ligt naast Derby House.

## Geschiedenis

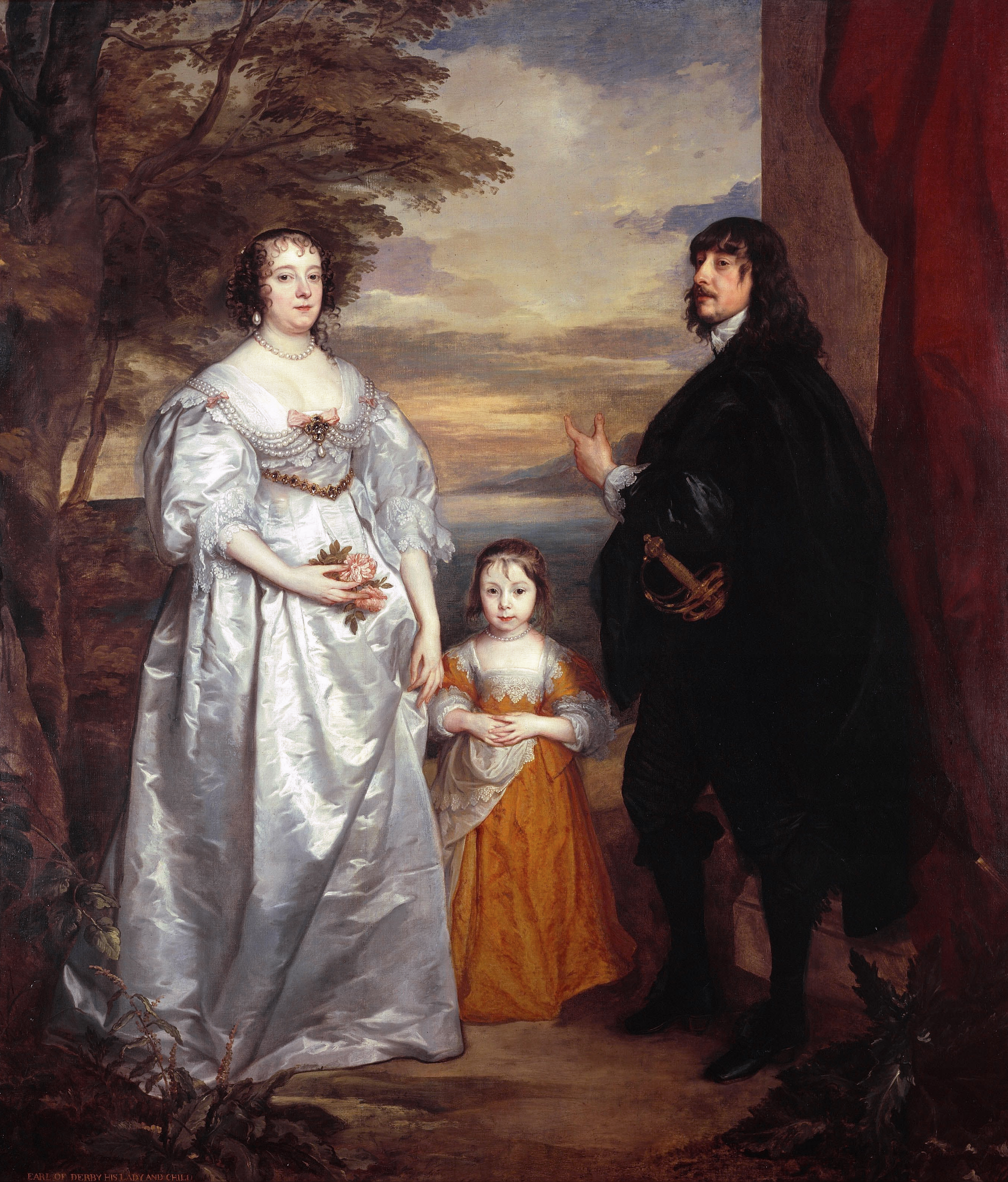
James Stanley en Charlotte de La Trémouille, door Antoon van Dyck

Indien Castle Rushen uit de twaalfde eeuw stamt, werd het wellicht gebouwd door Godred II, kleinzoon van Godred Crovan; alternatief kan de eerste bouwfase tijdens de regeringsperiode van diens zoon Reginald hebben plaatsgevonden, die in 1228 werd vermoord. Castle Rushen fungeerde sedert ongeveer 1230 als bestuurlijk centrum van het eiland Man. Het ging hierbij om een eenvoudige toren van 17 m² met wellicht drie verdiepingen, waarvan het onderste gedeelte bewaard is als de basis van de donjon. Hieromheen waren waarschijnlijk houten palissades aangebracht. Robert the Bruce vernielde de bovenste delen van deze toren in juni 1313 na een belegering van drie weken.
De donjon werd gerestaureerd door de earl van Salisbury, William Montagu, die door Eduard III van Engeland tot Lord of Mann was benoemd. Hij en zijn zoon bouwden Castle Rushen verder uit gedurende de veertiende eeuw, waarbij ze extra torens toevoegden en de poortgebouwen optrokken.
Toen het eiland Man in 1403 in handen van het geslacht Stanley kwam, gebruikten deze heren van Mann het kasteel als hun woonverblijf wanneer zij op het eiland vertoefden. Zij veranderden weinig aan de opbouw, totdat de uitvinding van het kanon Edward Stanley omstreeks 1540 noopte versterkingen aan te brengen.
Tijdens de Engelse Burgeroorlog was James Stanley heer van Mann. Na de slag bij Worcester in 1651 werd hij gevangen genomen en terechtgesteld in Bolton. Zijn echtgenote, Charlotte de La Trémouille, hield zich schuil in de donjon van Castle Rushen en trachtte het kasteel te verdedigen tegen de Roundheads onder leiding van Robert Duckenfield, die de burcht met zijn kanonnen onder vuur nam. Na een korte belegering werd het kasteel overgeleverd, mede door toedoen van Illiam Dhone, die de leiding over de Manxe milities had, maar een tegenstander van Stanleys beleid was en op eigen initiatief met de republikeinen had onderhandeld. Gravin de La Trémouille kreeg vrije doorgang naar Engeland en Dhone werd in 1656 gouverneur van Man. Hierdoor werd Dhone door de Manxe royalisten als landverrader beschouwd. In 1663 werd hij op gezag van het House of Keys wegens hoogverraad geëxecuteerd, zij het tegen de zin van Karel II van Engeland.
Op Derby House na kwam het kasteel vanaf de achttiende eeuw in verval; het had geen militair nut meer en diende nog slechts als residentie voor de earls van Derby. Tegen 1788 was het dak van de meeste kamers van de donjon verdwenen. Het gebouw diende voortaan als gevangenis voor schuldenaren.
In de negentiende eeuw werd de burcht verdeeld in een mannen- en vrouwengevangenis. Een rapport uit 1885 achtte Castle Rushen echter volstrekt ongeschikt als gevangenis, en met de bouw van een nieuwe penitentiaire instelling in Douglas in 1891 kwam ook deze functie van het kasteel te vervallen.
In het kasteel staan poppen opgesteld die scènes uit vroegere eeuwen uitbeelden. De wanden zijn behangen met wandtapijten.

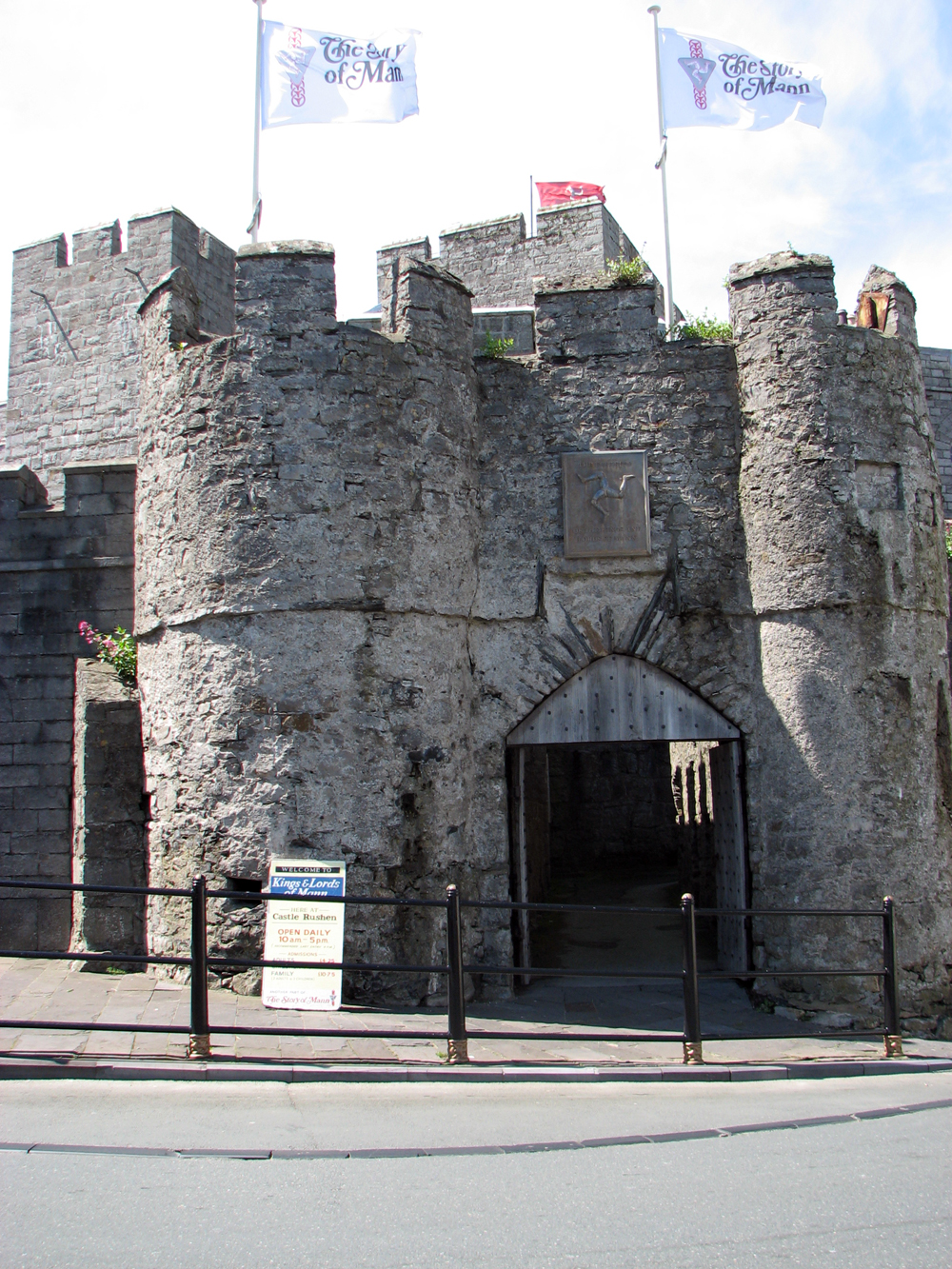
Ingang langs de gording
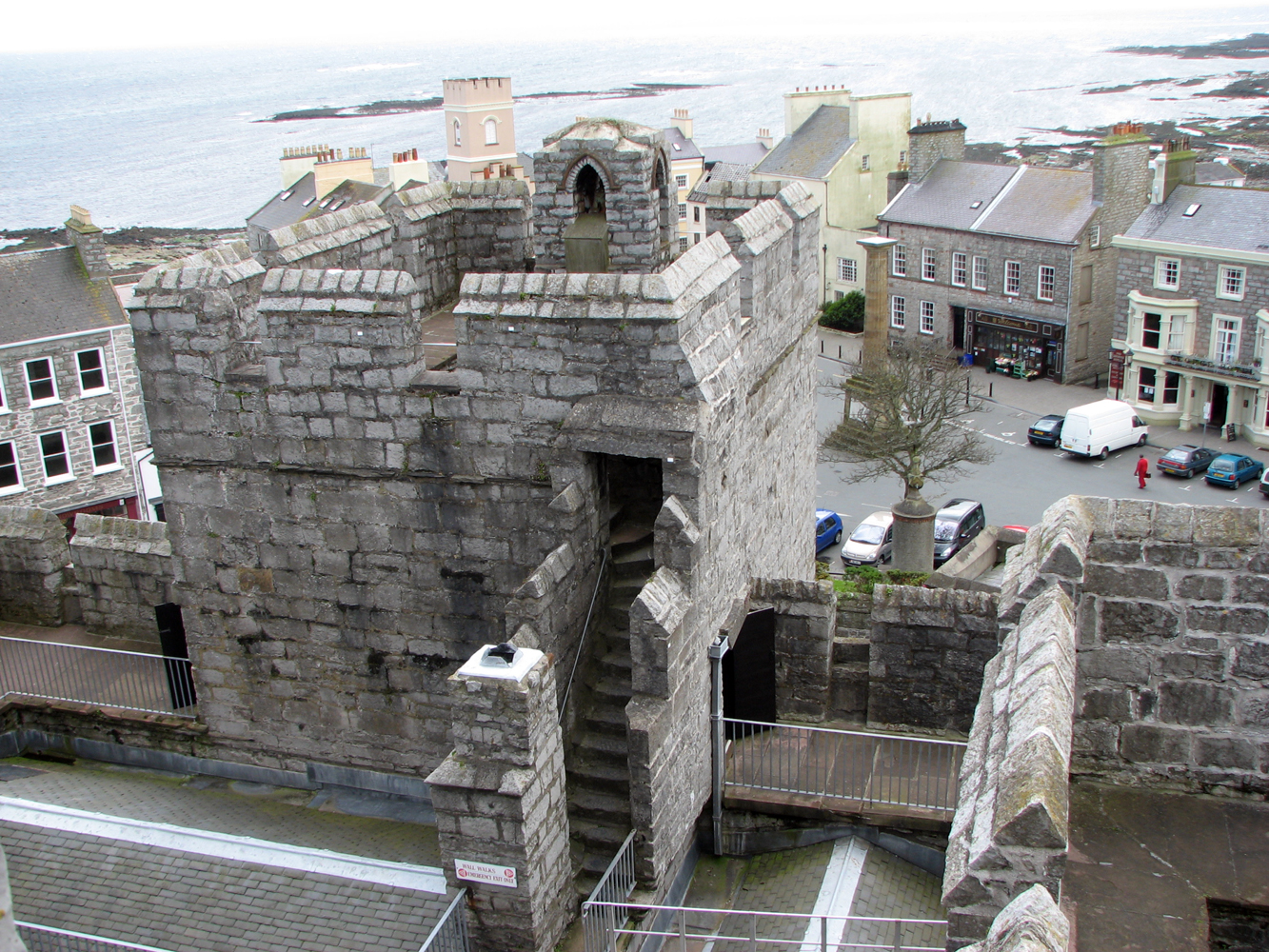
De toren boven het poortgebouw
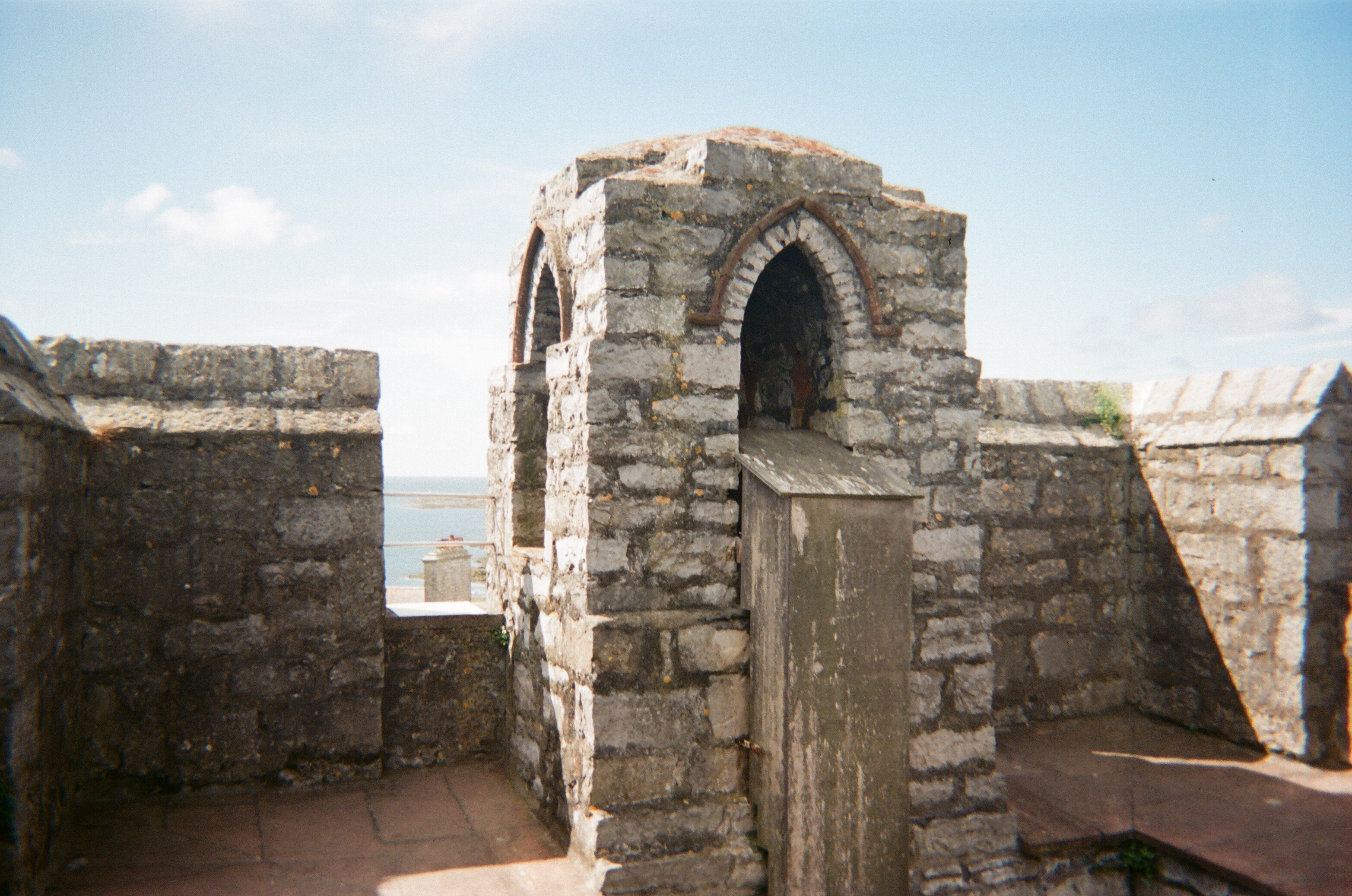
Boven op de toren
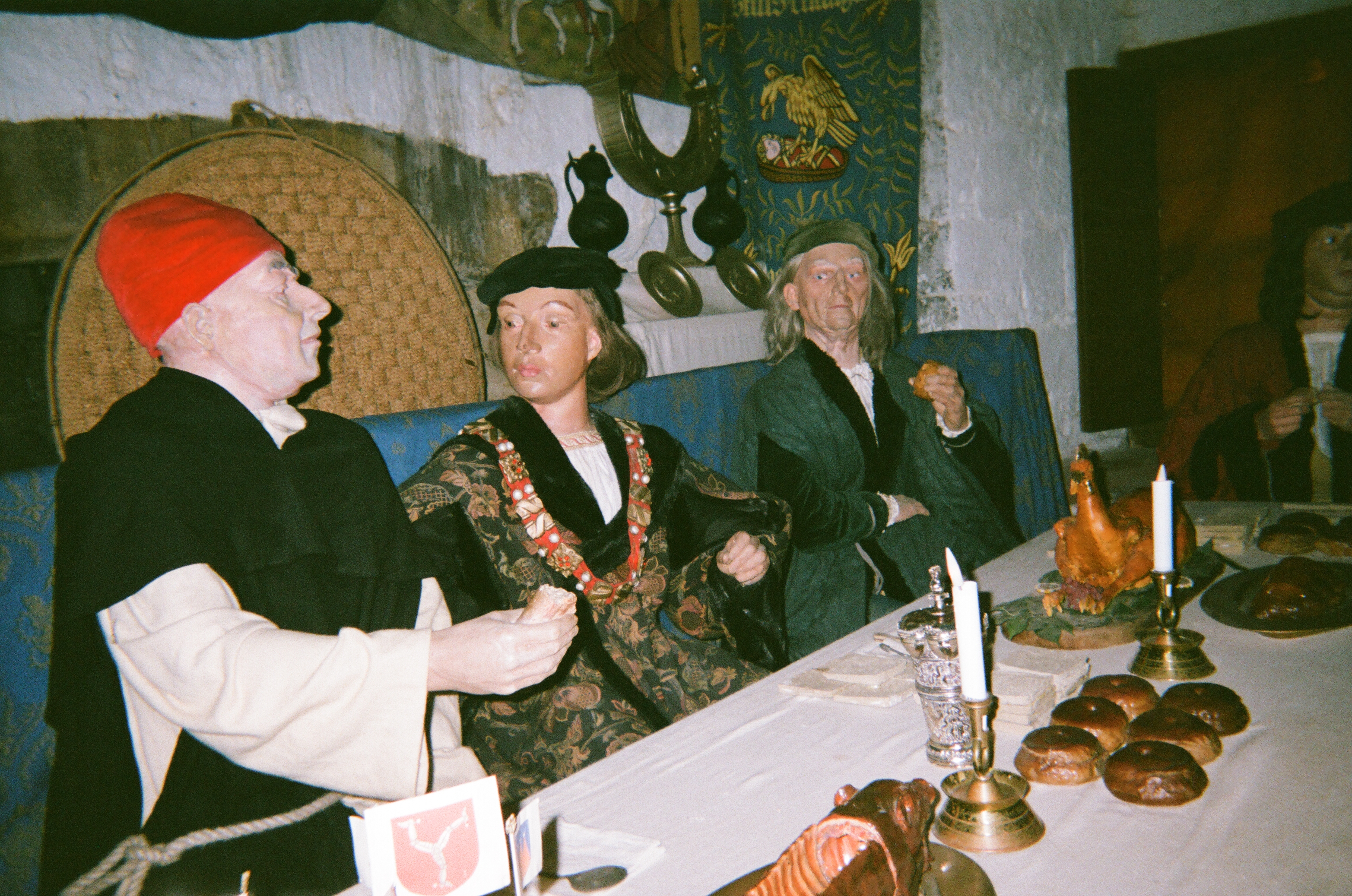
Poppen op een middeleeuws banket
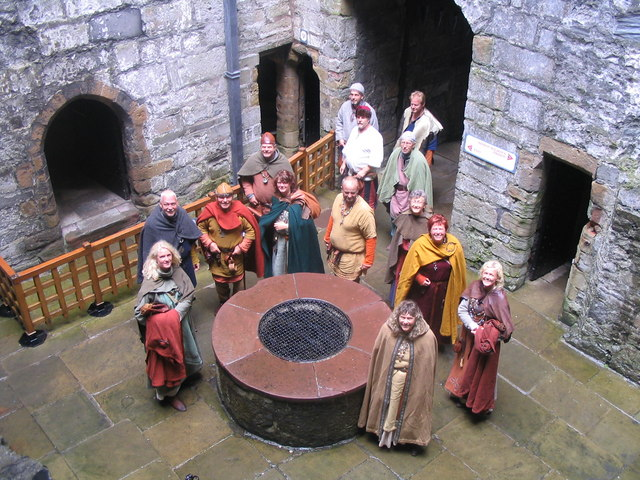
Reënactment op de binnenplaats van de donjon
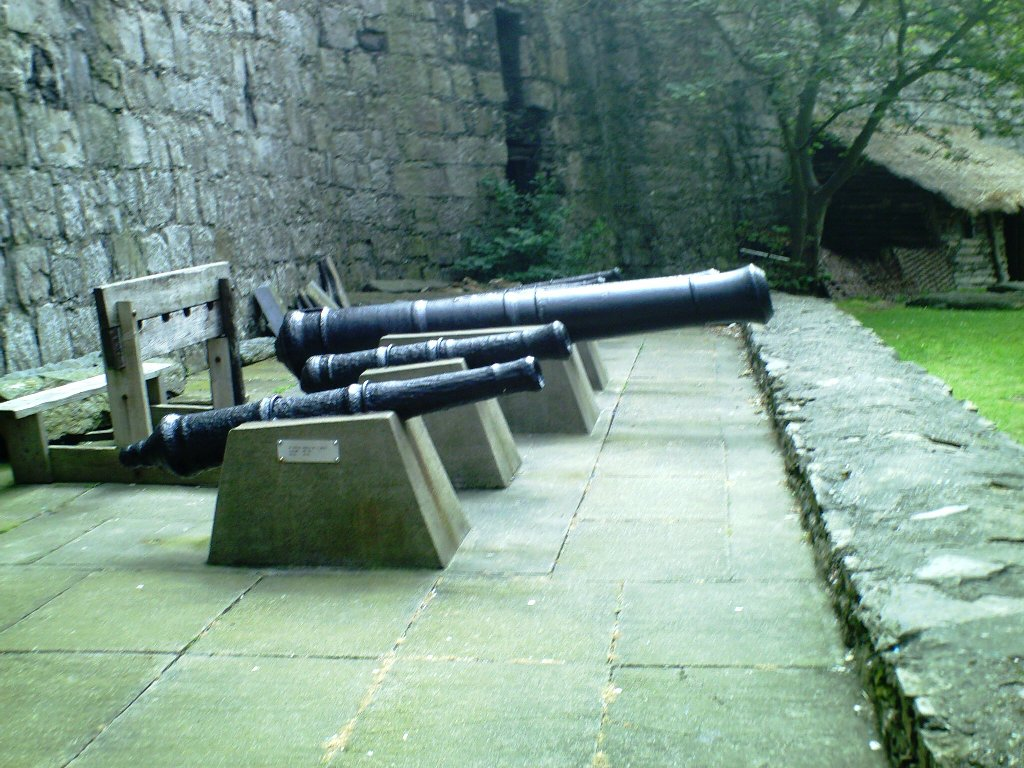
Oude kanonnen